# Schloss Eggermühlen

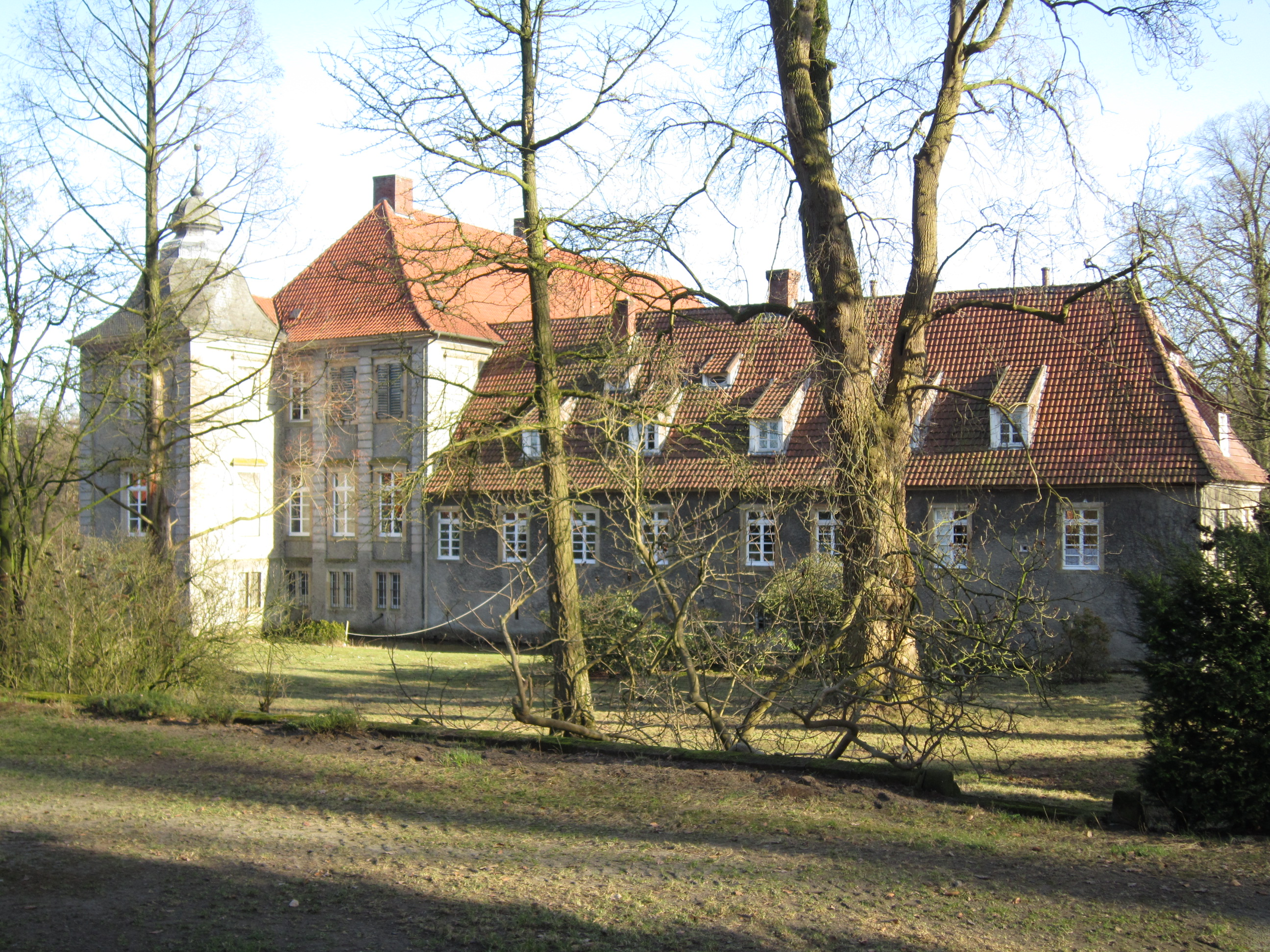
Schloss Eggermühlen

Schloss Eggermühlen an der Großen Allee 1 in Eggermühlen ist ein Wasserschloss im Osnabrücker Land. Es befindet sich im Besitz der Freiherren von Boeselager.
Schloss Eggermühlen geht auf einen Rittersitz aus dem 13. Jahrhundert zurück, der aber in der ursprünglichen Form nicht erhalten geblieben ist. Zu der barocken Schlossanlage gehören auch eine aus Ziegeln errichtete Orangerie von Johann Conrad Schlaun und eine Schlosskapelle. Die zugehörigen Ländereien werden land- und forstwirtschaftlich genutzt, die Nebengebäude auch als Ferienanlage.

## Beschreibung und Geschichte
Schloss Eggermühlen besteht aus einer zweiflügeligen und zweigeschossigen Baugruppe, in deren Winkel ein Eckturm mit quadratischem Grundriss und barocker Haube steht. Das Hauptgebäude besitzt ein hohes Sockelgeschoss; seine Fassade ist durch einen Mittelrisaliten mit flachem Dreiecksgiebel gegliedert und weist eine doppelläufige Freitreppe auf.

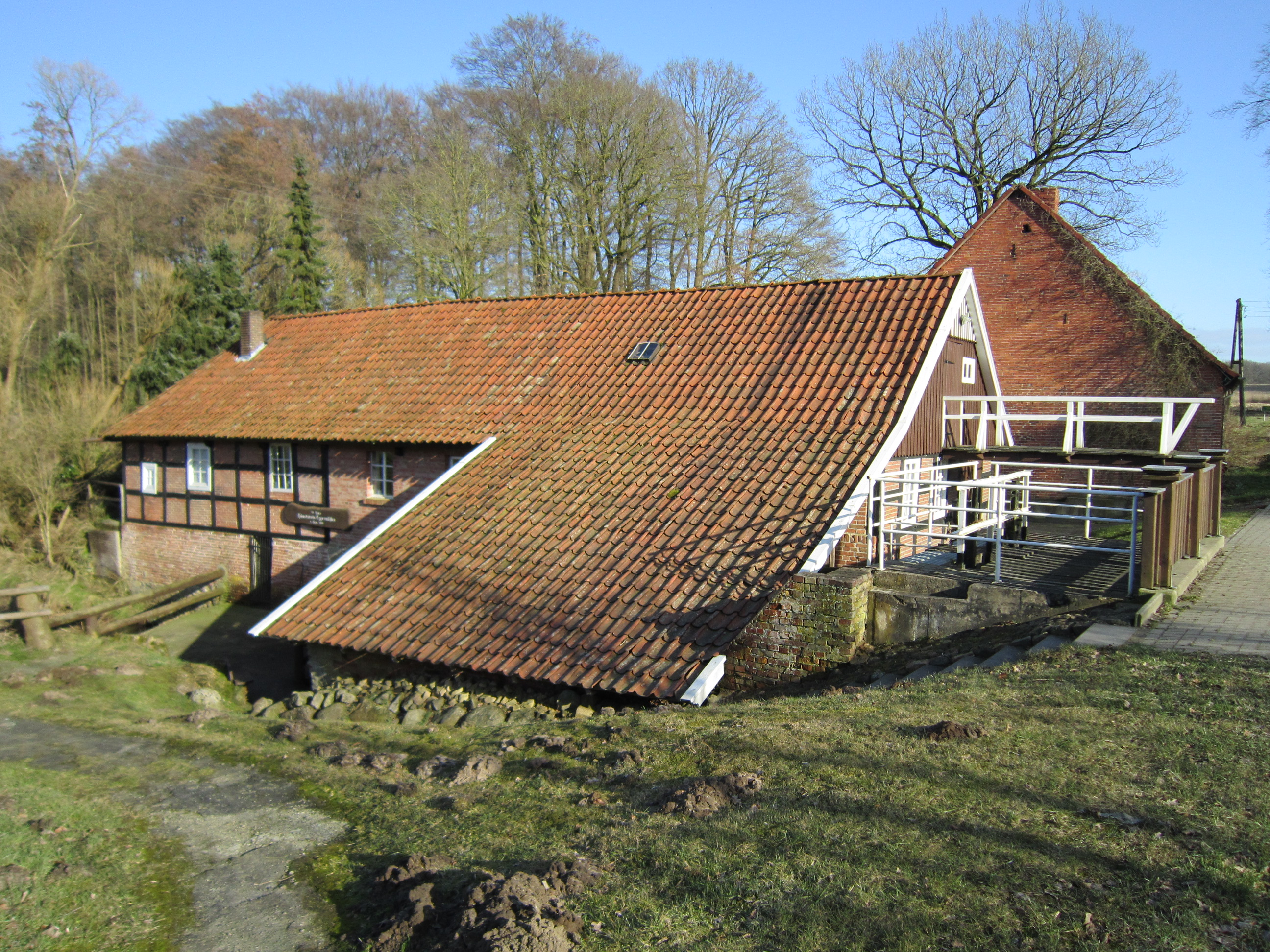
Wassermühle in Eggermühlen

1901 berichtete die damalige Hauslehrerin der Baronessen Rose und Resi von Boeselager:

„An unserem Schloß ist eine Hauskapelle angebaut, die jeden Sonntag von etwa 200 Menschen besucht wird. Baronesse Rose spielt dort Harmonium. Ab und zu löse ich sie ab […]
Bei manchen bewirke ich vielleicht ein gewisses Gruseln, wenn ich […] erzähle, daß eine unheimliche Zahl Ratten und Mäuse hier ihr Unwesen treibt. Das Schloß ist aber auch ein alter Kasten; ich glaube, es stammt aus dem 17. Jahrhundert. Der breite Wassergraben um das Schloß ist die Wonne dieser niedlichen kleinen Tierchen. Aber auch wir freuen uns am Graben, denn im Sommer können wir dort kahnen und im Winter Schlittschuh laufen.
Die Gegend ist hier wunderschön, überall sind prächtige Wälder, saftige Wiesen und blühende Felder. Von meinem Fenster im ersten Stock hat man einen schönen Blick auf den Garten, auf den Mühlteich mit der idyllisch gelegenen Mühle und auf den dahinter liegenden Wald.“

Laut der Darstellung auf www.burgen-und-schloesser.net erhielten die Herren von Boeselager schon im 13. Jahrhundert die Ländereien von Eggermühlen zum Lehen, konnten sie später ihrem Lehensherrn, dem Bischof von Osnabrück, abkaufen und begannen 1714 mit dem Ausbau des alten Herrenhauses zu einem Schloss. Johann Conrad Schlaun erhielt den Auftrag, die Orangerie zu gestalten. Als letzter Teil des Ensembles wurde die Schlosskapelle gebaut.
Nach anderen Quellen stammt die erste überlieferte Erwähnung eines abgabepflichtigen Hofes auf dem Anwesen aus dem Jahr 1362 und erst gegen Ende des 16. Jahrhunderts wurde aus diesem Hof durch ein Privileg des Osnabrücker Bischofs ein freier Rittersitz, der damals Georg von Langen gehörte. Die Familie von Boeselager gelangte laut dieser Darstellung erst 1654 durch einen Kauf des Oberstleutnants Joachim von Boeselager in den Besitz des Rittersitzes und errichtete in der Folgezeit das alte Herrenhaus, das als Seitenflügel der heute bestehenden Anlage erhalten blieb. Später wurde ein Haupthaus an dieses erste Herrenhaus angebaut, in das auch der viereckige Turm mit barocker Haube an der Nordostecke des Gutes integriert wurde. In Dirk Baumgarts Buch Das Niedersächsische Denkmalschutzgesetz im Lichte der Eigentumsgarantie werden folgende Daten angegeben: 1583 Erhebung zum Rittersitz, 1666 Erweiterung des alten Herrenhauses, 1714 Integration des alten ins neue barocke Herrenhaus mit Turm, 1869 Bau der neogotischen Kapelle. Speziell diese Veränderungen im Laufe der Geschichte der Anlage sollen den „denkmalrelevanten Aussage- und Dokumentationswert“ des Schlosses ausmachen. Eigens erwähnt werden die Schießscharten am alten Herrenhaus.

## Kapelle
Die neugotische Nikolauskapelle wurde laut der Homepage des Schlosses 1796, nach glaubhafteren Darstellungen jedoch erst 1869 errichtet und bis in die 1950er Jahre für die Gottesdienste der ortsansässigen katholischen Gemeinde genutzt. In dem zweijochigen Hallenraum befindet sich ein Rokoko-Altar aus dem Jahr 1755.